# Mirza zaza
Il microcebo gigante settentrionale (Mirza zaza Kappeler & Roos, 2005) è un lemure della famiglia Cheirogaleidae, endemico del Madagascar.
L'epiteto specifico deriva dalla parola malgascia zaza = "bambino" e fu scelto dagli scopritori della specie (un'équipe di ricercatori dell'Università di Gottinga) per due motivi: per sottolineare che questa specie è più piccola del congenere microcebo di Coquerel (Mirza coquereli), ma anche per richiamare il ruolo delle nuove generazioni nella conservazione della fauna e flora malgasce.

## Descrizione
È un lemure di taglia medio-piccola, che misura una quarantina di centimetri di lunghezza, almeno metà dei quali spettano alla coda lunga e a cespuglio, per un peso che raggiunge i 300 g.

La pelliccia è grigio scura, tendente al nerastro, sul dorso, e grigio chiara ventralmente.

Le orecchie sono corte ed arrotondate, le zampe anteriori sono leggermente più lunghe rispetto alle posteriori.
I maschi hanno grossi testicoli e le femmine due paia di mammelle.

## Biologia
Si tratta di animali notturni, che si muovono correndo (raramente saltellando) fra i rami, mentre di giorno riposano in nidi costruiti incrociando rametti e fibre vegetali e foderati con foglie secche. In ogni nido dormono promiscuamente da 4 a 6 individui, di entrambi i sessi. In questo si distinguono dai microcebi di Coquerel che hanno nidi solitari per i maschi o a coppie per le femmine.
Questi animali tendono a comunicare sonoramente: è tuttora in corso una ricerca sulla comunicazione ultrasonica fra i vari individui.

### Riproduzione
Rispetto al microcebo di Coquerel si accoppia più precocemente (fra luglio ed agosto), in modo da partorire fra novembre e dicembre; i cuccioli sono solitamente due.

## Distribuzione ed habitat
Lo si trova nelle zone di foresta decidua secca del Madagascar nord-occidentale, fra Ambato e Pasandava, nella regione del fiume Sambirano (Provincia di Mahajanga).